# Ozodicera piatrix
Ozodicera piatrix är en tvåvingeart som beskrevs av Alexander 1944. Ozodicera piatrix ingår i släktet Ozodicera och familjen storharkrankar.
Artens utbredningsområde är Ecuador. Inga underarter finns listade i Catalogue of Life.